# Фигнер, Александр Самойлович
Алекса́ндр Само́йлович Фи́гнер (1787—1813) — подполковник Главного штаба, командир партизанского (диверсионного) отряда в войне 1812 года, действовавшего в тылу французской армии на территории России, георгиевский кавалер.

## Биография

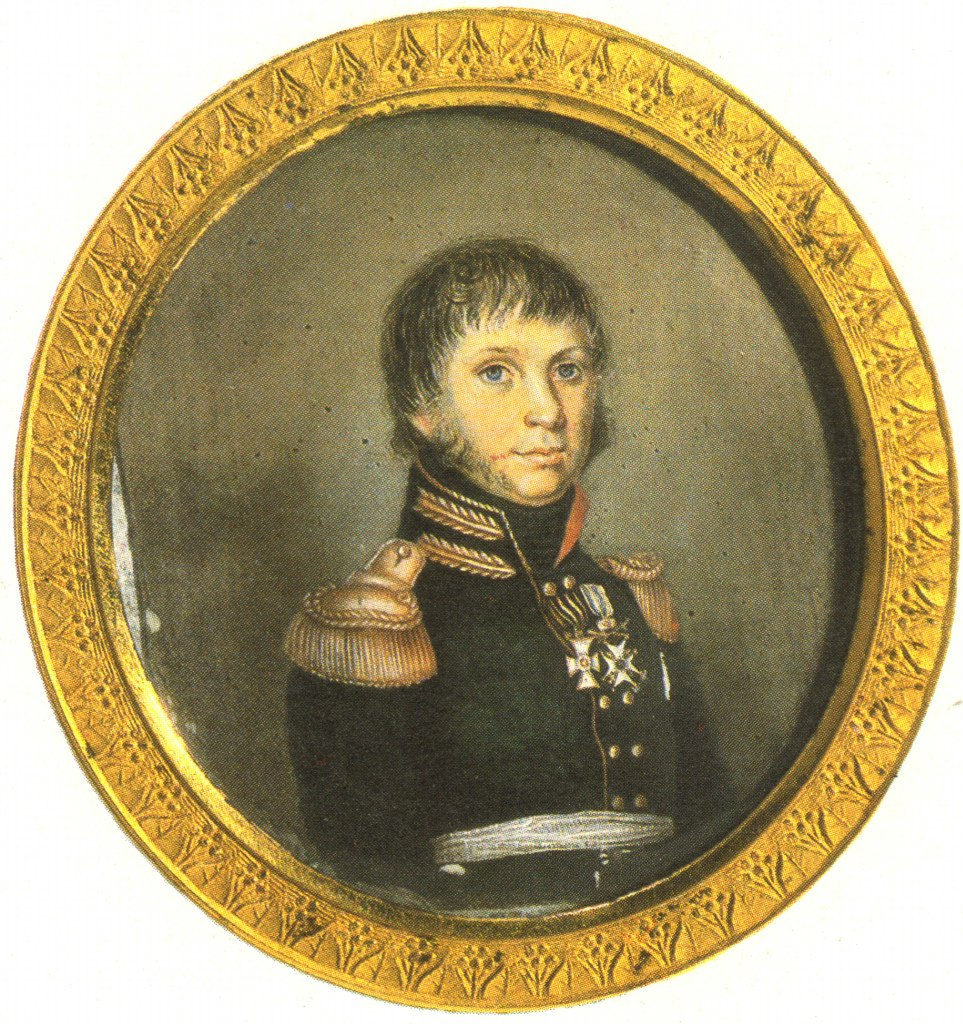
Портрет работы неизвестного художника, 1810-е годы

Александр Фигнер родился в 1787 году. Сначала учился в Петришуле в Санкт-Петербурге. С 1802 года воспитывался во 2-м кадетском корпусе там же. Владел французским и немецким языками. 
В 1805 году выпущен подпоручиком в 6-й артиллерийский полк. В том же году был назначен в войска англо-русской экспедиции в Средиземном море. Прожив несколько месяцев в Милане, А. С. Фигнер в совершенстве овладел итальянским языком, что весьма пригодилось ему впоследствии. В 1807 году произведён в поручики и переведён в 13-ю артиллерийскую бригаду. С открытием кампании 1810 года против Османской империи бригада, в которой служил Фигнер, поступила в Дунайскую армию графа Каменского 2-го. 
За отличие при осаде Рущука, в ходе которой был ранен, Фигнер 8 декабря 1810 года был удостоен ордена Святого Георгия 4-й степени:
В воздаяние отличнаго мужества и храбрости, оказанных в нынешнюю кампанию против турок, где, с начала обложения крепости Рущука, все время был в сделанной сапе и хотя во время бомбардирования получил рану, но, превозмогая болезнь, оставался в том же месте и когда главнокомандующему нужно было узнать глубину крепостного рва, то сам охотно для того вызвался и порученность сию, сопряженную с столь очевидною опасностию, исполнил с отменною акуратностию.
В начале Отечественной войны 1812 года Фигнер был штабс-капитаном 11-й артиллерийской бригады. За смелые действия после отступления из Смоленска получил чин капитана.
После занятия французами Москвы он, с разрешения главнокомандующего, отправился туда в качестве разведчика, но с тайным намерением убить Наполеона, к которому питал фанатическую ненависть. Намерения этого ему не удалось исполнить, но благодаря необычайной сметливости и знанию иностранных языков Фигнер, переодеваясь в разные костюмы, свободно вращался среди неприятелей, добывал нужные сведения и сообщал их в главную квартиру русских войск. Набрав небольшой отряд из «охотников» (добровольцев) и отставших солдат, Фигнер при содействии крестьян стал тревожить тыловые сообщения противника и своими отважными предприятиями навел такой страх, что голова его была оценена Наполеоном. Однако все старания захватить Фигнера остались бесплодными; несколько раз окружённый противником, он успевал спастись. Когда началось отступление французов и их союзников, Фигнер вместе с А. Н. Сеславиным отбил у них целый транспорт с драгоценностями, награбленными в столице.
22 октября (3 ноября) 1812 года партизанский отряд А. С. Фигнера принял участие в сражении под Вязьмой.
28 октября (9 ноября) 1812 года совместно с партизанскими отрядами А. Н. Сеславина и Д. В. Давыдова и кавалерийскими полками В. В. Орлова-Денисова принял участие в окружении бригады генерала Ожеро в районе деревни Ляхово.
Фигнер прославился своей храбростью, но был печально известен своей жестокостью: по его приказанию  пленных французов убивали.
В 1813 году, во время осады Данцига, Фигнер проник в крепость под видом итальянца и пытался возмутить жителей против французов, но был схвачен и посажен в тюрьму. Выпущенный оттуда за недостатком улик, он успел до такой степени вкрасться в доверие коменданта крепости, генерала Раппа, что тот послал его к Наполеону с важными депешами, которые, конечно, попали в русскую главную квартиру.
Набрав охотников, в числе которых были беглецы (итальянцы и испанцы) из наполеоновской армии, он создал «легион мести» и начал снова действовать на флангах и в тылу неприятельских войск. Близ города Дессау, прижатый к Эльбе конницей противника, он вместе с адъютантом Беклемишевым бросился в реку, в которой и погиб. В другом источнике указано, что он погиб на берегу реки Эльбы в битве с Неем.

## Семья
- Дедушка — переселившийся в центральную Россию из Ливонии в начале XVIII столетия остзеец Самуил Фигнер.
- Отец — статский советник, псковский вице-губернатор в 1809—1811 годах Самуил Самойлович Фигнер (умер 1811 году). Дослужившись в армии до офицерского чина, он вышел в отставку и вскоре получил назначение на должность заведующего Императорскими стекольными заводами. В его обязанности входило также наблюдение за Императорским фарфоровым заводом под Петербургом. Службу он закончил в чине статского советника, окруженный почётом и награждённый орденами, 18 февраля 1801 года жалован дипломом на потомственное дворянское достоинство. В 1809 году определён вице-губернатором в Псковскую губернию[8]
- Жена — Ольга Михайловна, дочь псковского губернатора Михаила Бибикова.

Прямых потомков у А. С. Фигнера не осталось, его сын умер младенцем. Представителями боковой ветви семьи Фигнеров были знаменитая революционерка, деятельница «Земли и воли» Вера Николаевна Фигнер и её брат Николай Николаевич — выдающийся русский певец и актёр, предшественник Ф. И. Шаляпина и Л. В. Собинова.

## Память
«…Наш Фигнер старцем в стан врагов
Идет во мраке ночи;
Как тень, прокрался вкруг шатров.
Все зрели быстры очи…
И стан ещё в глубоком сне,
День светлый не проглянул —
А он уж, витязь, на коне,
Уже с дружиной грянул!»
В. А. Жуковский
Гибели А. С. Фигнера посвятил поэтические строки участник Отечественной войны 1812 года и освободительного похода в Европу поэт-декабрист Ф. Н. Глинка.
Фигнер послужил прототипом Федора Долохова в романе Л. Н. Толстого «Война и Мир».